# 費嘉·佛利娃
費嘉·佛利娃（Vika Falileeva；1992年—），俄羅斯模特兒。她是高級時裝品牌： Tommy Hilfger、Blumarine的代言人。她上過Vogue Russia、Numero Tokyo、Vogue Japan等雜誌內頁，也有參與Dolce & Gabbana、Christian Dior、Louis Vuitton等著名時裝及奢侈品的時裝展。

## 简介
費嘉出生于俄羅斯伊爾庫茨克，費嘉在俄羅斯一個模特兒大賽都還選不到一半時，就已簽下經紀合約，走向國際。費嘉從學生時代起便深受困擾，她太高、太瘦，班上沒有男孩願意理她，當時費嘉為此深深感到自卑。某次她看到模特兒在台上走秀的影片，因此她在2009年便報名了當地的模特兒比賽，沒想到評審看到她後，便堅定的告訴她「你不必比了，我們簽約吧。」，此後費嘉便開始了她的模特兒生涯。